# حارة بيت بوس (صنعاء)
حارة بيت بوس هي إحدى حارات حي بيت بوس بضواحي الأمانة مديرية سنحان وبني بهلول، بلغ تعداد سكانها 2036 نسمة حسب تعداد اليمن لعام 2004.